# Nicholas Roerich Museum
Il museo Nicholas Roerich è un museo statunitense dedicato alle opere di Nikolaj Konstantinovič Roerich, artista russo il cui lavoro si è concentrato sulle scene di natura dall'Himalaya.

## Caratteristiche
Il museo si trova al numero 319 di West Street 107th nell'Upper West Side di Manhattan a New York.
Il museo fu originariamente situato negli appartamenti al 103 quinquies Street e Riverside Drive, che sono stati costruiti appositamente per Roerich nel 1929.
Il museo comprende tra le 100 e le 200 opere di Roerich, nonché una collezione di materiali d'archivio ed è in grado di attirare visitatori da tutto il mondo.